# Marquesado de Cáceres
El marquesado de Cáceres es un título nobiliario español, originario del Reino de Nápoles concedido por Carlos VII a Juan Ambrosio García de Cáceres Farre y Montemayor el 3 de mayo de 1736, capitán de fragata de la Real Armada, por los servicios prestados por él y sus antepasados.
Convertido en título de Castilla por Carlos IV por real decreto de 29 de diciembre de 1789, real despacho de 10 de abril de 1790, a Juan García de Cáceres y Alíaga, hijo de Ambrosio García de Cáceres y nieto del primer titular. «Consignado por la referencia con la ciudad origen del apellido y titularidad del mismo».
El 26 de julio de 1875, por gracia de Alfonso XII, le fue incorporada la grandeza de España.

## Historia de los marqueses de Cáceres
- Juan Ambrosio García de Cáceres Farre y Montemayor, I marqués de Cáceres.

Casó con Ceferina Sánchez y Oviedo. Le sucedió su nieto:
- Juan Antonio García de Cáceres y Aliaga (m. 15 de noviembre de 1807), II marqués de Cáceres.[3][1] Le sucedió su primo:[3]

- Vicente Joaquín Noguera y Climent (Valencia, 10 de marzo de 1759-Madrid, 29 de agosto de 1836), III marqués de Cáceres «por disposición testamentaria de su primo don Juan García de Cáceres y Aliaga, segundo marqués de Cáceres».[4] Era hijo primogénito de Vicente Antonio de Noguera y Ramón (1728-1797) y de su esposa María del Campanar Joaquina Climent y Rodrigo, ambos naturales de Valencia.[5] Fue diputado en las Cortes de Cádiz y magistrado de la Audiencia de Valencia, de la que fue regente,[3] también de la de Cataluña. Fiscal togado del Consejo del Almirantazgo y presidente y académico de la Real Academia de la Historia.[6]

Contrajo matrimonio el 27 de mayo de 1803 con Josefa Roca y Moreno (m. 3 de febrero de 1822), baronesa de Antella. Su esposa era viuda de Antonio Ortiz de Rodrigo con quien tuvo un hijo, Francisco Ortiz de Rodrigo y Roca, heredero de la baronía de Antella. Falleció sin descendencia de su matrimonio y le sucedió su sobrino, hijo de su hermano Lorenzo Joaquín Noguera y Climent y de su esposa Josefa María de Sotolongo y Álvarez de Villavicencio;
- Vicente Noguera y Sotolongo (La Habana, baut. 30 de junio de 1811-10 de octubre de 1889), IV marqués de Cáceres, senador, regente de la Audiencia de Valencia,[3] grande de España, gentilhombre de cámara de Alfonso XII, Alfonso XIII y del infante duque de Luca, gran cruz de la Orden de Carlos III, caballero de la gran cruz de la Orden de Isabel la Católica y jurista y político. Fue rector de la Universidad de Valencia en 1867.[8] Con Donoso Cortés trató de unir las dos ramas dinásticas, casando a Isabel II con el heredero de los derechos carlistas.[9] Fue diputado y senador, concejal en el ayuntamiento de Valencia en el 1845, teniente de alcalde y diputado provincial, de ideas realistas matizadas desarrolla una amplia actividad política desde el Partido Moderado, del que fue presidente provincial a partir de 1851. Creó en 1871 el Círculo Conservador Alfonsino de Valencia y fundó la Sociedad de Ferrocarriles de Valencia al Grao, de la que fue presidente en 1863. Apoyó la causa monárquica durante la Primera República Española. Fue presidente de la Diputación de Valencia en 1875 y participó en la creación de la Caja Mercantil Valenciana. En mayo de 1889 participó en la constitución en Valencia de la Liga contra la esclavitud, de la que fue nombrado presidente, tres años después de su total abolición en los dominios españoles. También fue presidente de la Real Academia de Bellas Artes de San Carlos y director de la Sociedad Económica de Amigos del País.

Casó el 19 de abril de 1856 con Edesia Amanera Aquavera y Arahuete, natural de Teruel, hija de Simón de Aquavera y Español de Alagón y de su esposa Ramona Arahuete y Fonte de Linares. Le sucedió su hijo:
- Vicente Mariano Noguera y Aquavera (Valencia,17 de abril de 1857-Valencia, 3 de agosto de 1919), V marqués de Cáceres,[3] grande de España, gentilhombre de cámara con ejercicio del rey, caballero de Carlos III y de Isabel La Católica. Jurista y político, desarrolló su carrera política en el partido conservador y fue presidente provincial del partido. Fue diputado provincial por el distrito de Torrent en 1884 y 1888 y diputado en Cortes por el distrito de Llíria en el 1896, 1903, 1907 y 1914 y por el distrito de Enguera en 1916. Fue el promotor de la ampliación y mejora de la heredad de La Eliana, convirtiéndola así en pueblo, situado en la provincia de Valencia. También fue académico de la Real Academia de Bellas Artes de San Carlos.

Casó el 25 de noviembre de 1882 con María de las Nieves Yanguas y Hernandéz, V marquesa de Casa Ramos de la Real Fidelidad y II marquesa de la Eliana. Le sucedió su hijo:
- Juan Bautista Noguera Yanguas (Valencia, 16 de enero de 1884-2 de noviembre de 1936), VI marqués de Cáceres[3] y VI marqués de Casa Ramos de la Real Fidelidad,[8] gentilhombre de Cámara de S.M.

Casó en Madrid el 14 de junio de 1912 con María del Dulce Nombre Espinosa de los Monteros y González Conde. Murió asesinado en 1936, víctima de la represión republicana. Le sucedió su hijo:
- Vicente Noguera y Espinosa de los Monteros (6 de abril de 1917-9 de julio de 1979), VII marqués de Cáceres[3] desde 1941 y grande de España. Su título dio el nombre a las conocidas bodegas riojanas Marqués de Cáceres, colaborando en su creación junto a Henri Forner y un grupo de valencianos. Cabe destacar que el actual logotipo de las bodegas incluye también el manto de grande de España así como las armas de otros linajes del título, no solamente aquellas de la familia García de Cáceres (en campo de azur, un castillo de oro, sobre el que se ven tres garzas de plata, puestas en palo y con ademán de ir a parar al castillo).

Casó el 26 de noviembre de 1945 con Carmen Merle y de Lassala (m. 9 de mayo de 2005). Le sucedió su hijo:
- Juan María Noguera y Merle (n. Valencia, 17 de septiembre de 1946) VIII marqués de Cáceres[3] y grande de España.[13][3] Fue III marqués de La Eliana y VIII marqués de Casa Ramos de la Real Fidelidad hasta que en 2012 cedió estos dos títulos a sus hijos Vicente José y Carmen Noguera y Hernández, respectivamente.[14]

Casó con Juana María Hernández Martínez.